# Guilderton
Guilderton est une petite ville côtière au nord de Perth (Australie-Occidentale), à l'embouchure de la Moore River dans le Comté de Gingin.
La population était de 146 habitants en 2006.